# Chip on board

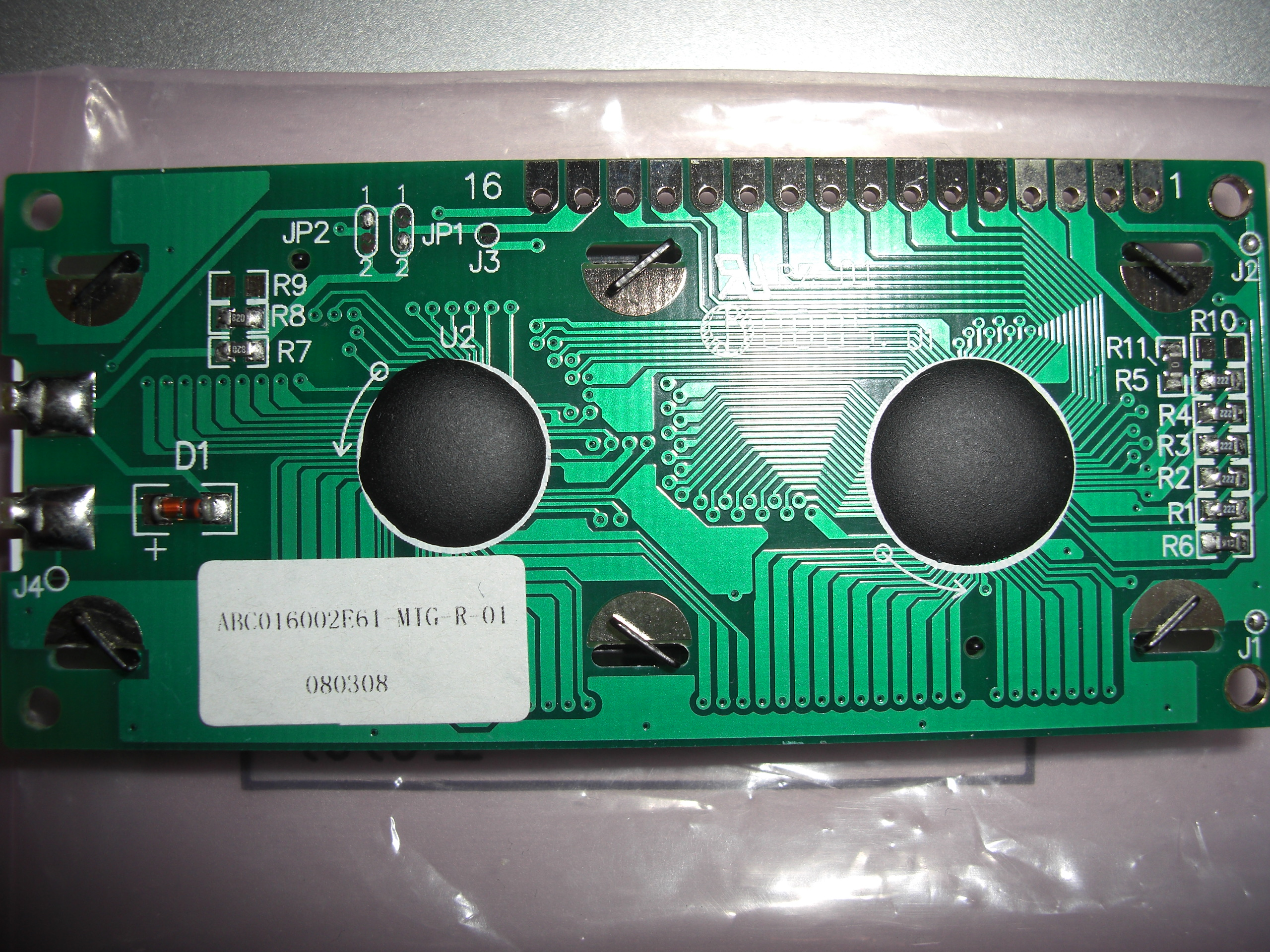
Модуль управления интегрированный в ЖК-дисплей.

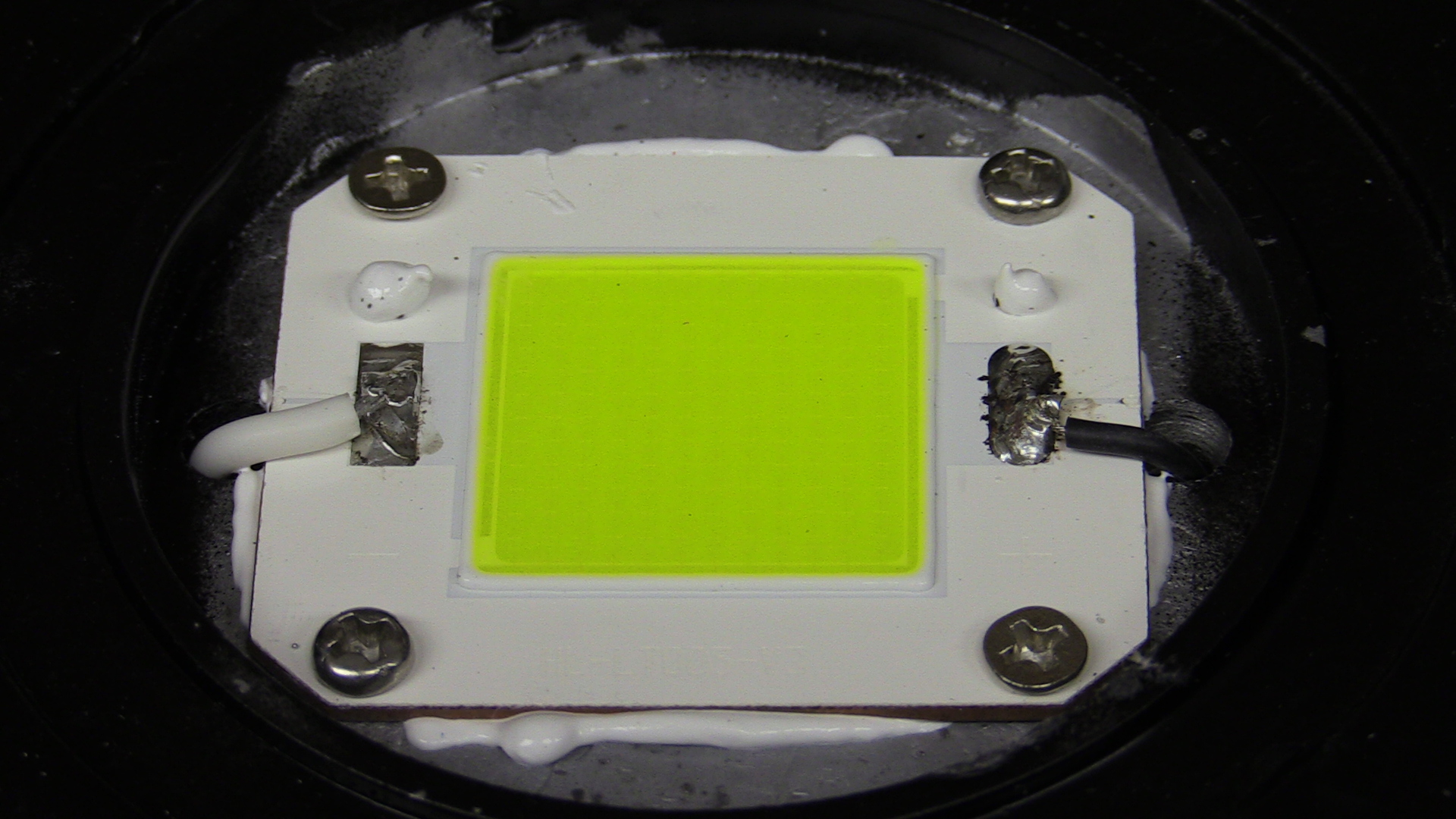
Светодиод на алюминиевой плате

Chip on board, COB («микросхема на плате») — технология монтажа микросхем и полупроводниковых приборов, при которой кристалл микросхемы без собственного корпуса распаивается непосредственно на печатную плату, и покрывается изолирующей смесью для защиты от внешних воздействий.

## Преимущества
- Меньшая, по сравнению с традиционными корпусами, стоимость
- Уменьшение площади, занимаемой чипом
- Меньшая высота (толщина) сборки[1]

## Недостатки
- Невозможен ремонт путём обычной замены микросхемы.
- Нагрузки (изгибы) на плату при её неправильном крепеже могут повредить микросхему и вывести из строя COB-модуль[1].
- В отдельных случаях, при недостаточной толщине слоя компаунда возможна засветка кристалла и возникновение фотоэффекта, что может привести к сбоям в работе устройства.

## Применение
Устройства:
- Игровой картридж,
- Смарт-карты в некоторых применениях,
- Наручные и стрелочные электронные часы.
- Цифровые мультиметры бюджетного уровня.
- Большинство микрокалькуляторов.
- Осветительные приборы на основе светодиодов.